# Gaunless Bridge
Die Gaunless Bridge war eine Eisenbahnbrücke der Stockton and Darlington Railway über den River Gaunless in West Auckland, County Durham in North East England.
Die nach den Plänen von George Stephenson gebaute Brücke war eine der ersten eisernen Eisenbahnbrücken und wohl die erste Brücke mit Linsenträgern.

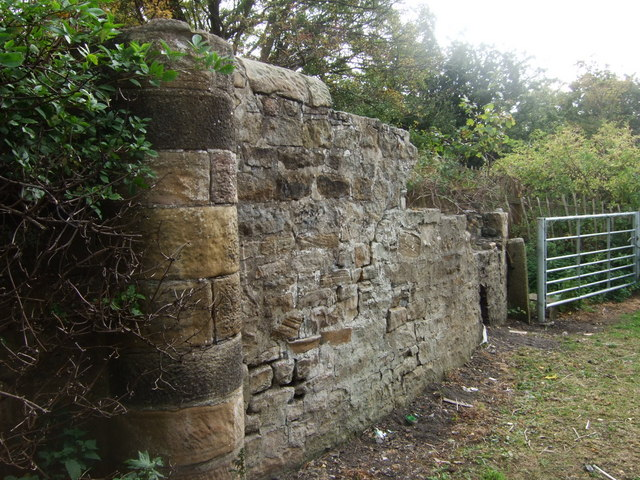
Rest eines Widerlagers

Bald nach ihrer Fertigstellung im Oktober 1823 wurde die Brücke von einem Hochwasser schwer beschädigt. Bei ihrem Wiederaufbau 1824 ließ Stephenson anstelle der ursprünglichen drei Brückenfelder nun vier Felder mit Spannweiten von 3,78 m (12 feet 5 inches) einbauen. Sie hatte fünf Joche aus je einem Paar gusseiserner Rohre, so dass auch ihre äußeren Enden nicht auf den Widerlagern, sondern auf den Rohrstützen auflagen. Die Gurte der Linsenträger waren aus Schmiedeeisen.
Nach Änderungen der Eisenbahnstrecken wurde die Brücke 1856 stillgelegt. 1901 wurden ihre Metallteile abgebaut. Sie sind nun vor dem National Railway Museum (York) aufgebaut. Die Reste der Widerlager sind in West Auckland noch zu sehen.
Es ist nicht auszuschließen, dass Georg Ludwig Friedrich Laves diese Brücke auf einer seiner vielen Englandreisen gesehen hat und sich von ihr zu dem im deutschsprachigen Bereich als Lavesbalken bekannt gewordenen Linsenträger anregen ließ.